# 그린 아처스 유나이티드 FC
그린 아처스 유나이티드 FC(영어: Green Archers United Futbol Club)은 리파를 연고지로 하는 필리핀의 축구단이다. 현재 필리핀 풋볼 리그에 참가하고 있다.